# Hugo Norberto Santiago
Hugo Norberto Santiago (María Juana, provincia de Santa Fe, Argentina, 12 de abril de 1954) es un sacerdote, obispo, profesor, filósofo y teólogo argentino que se desempeña como Obispo de San Nicolás de los Arroyos.

## Biografía

### Primeros años y formación
Nacido en la localidad argentina de María Juana (provincia de Santa Fe), el 12 de abril de 1954.
Cuando era joven descubrió su vocación religiosa e ingresó en el Seminario Mayor de la ciudad de Córdoba para estudiar Filosofía y después asistió a la Pontificia Universidad Católica Argentina Santa María de los Buenos Aires (UCA) donde obtuvo una Licenciatura en Teología.

### Sacerdocio
Fue ordenado sacerdote el 19 de diciembre de 1985 en la Diócesis de Rafaela, por el entonces obispo, monseñor Héctor Gabino Romero(†).
Años más tarde, en 1999 se trasladó hacia Italia y allí se licenció en Teología espiritual por la Pontificia Facultad Teológica Teresianum de Roma.
Cuando regresó fue director espiritual del Movimiento Cursillos de Cristiandad (MCC), coordinador diocesano de la Pastoral Vocacional, párroco de la Iglesia de San Guillermo en Lehmann y vicario episcopal en la zona sur de su diócesis.
También se desempeñó como profesor de Teología en la Sección de Rafaela, de la Universidad Católica en Santiago del Estero y fue director de la Escuela diocesana de diaconado permanente.

## Episcopado

### Obispo de Santo Tomé
El 5 de diciembre de 2006 ascendió al episcopado, cuando Su Santidad el Papa Benedicto XVI le nombró como obispo de la Diócesis de Santo Tomé situada en la Provincia de Corrientes.
Eligió como lema: "Hágase".
Recibió la consagración episcopal el 19 de marzo de 2007, a manos del entonces Obispo de Rafaela, monseñor Carlos María Franzini, actuando como consagrante principal y como co-consagrantes tuvo al entonces Obispo de Santiago del Estero monseñor Francisco Polti Santillán y al entonces Obispo de San Isidro, monseñor Jorge Casaretto.

### Obispo de San Nicolás de los Arroyos
Actualmente desde el 21 de septiembre de 2016, al ser elegido por el papa Francisco es el nuevo Obispo de San Nicolás de los Arroyos, sustituyendo a monseñor Héctor Sabatino Cardelli que renunció tras alcanzar la edad de jubilación canónica.